# Musikåret 1934

## Händelser
- 9 mars – Villa-Lobos Bachianas brasileiras nr 2 för orkester uruppförs i Venedig  med Dimitri Mitropoulus som dirigent.
- 23 april – Nacio Herb Browns All I Do Is Dream of You spelas in på skiva för första gången.
- Maj – Till Lundakarnevalen låter studenterna i Lund för första gången spela in den officiella karnevalsmelodin (valsen Karnevalsvår) på grammofonskiva.
- okänt datum – María Grever skriver Cuando vuelva a tu lado, en sång som 1959 blir känd som What a Diff'rence a Day Makes med Dinah Washington.

### Okänt datum
- Företaget Ro-Pat-Ins elgitarr patentsöks.[1]
- Den amerikanska grenen av skivbolaget Decca grundas, och ger ut jazzinspelningar.[2]
- Skivmärket Dixi byter namn till Silverton.[3]
- Brittiska skivmärket Imperial slutar tillverkas.[4]
- Skivmärket Karneval säljs som en del av Lunds universitets karneval.[5]
- Svenska skivbolaget Parad startas.[6]
- Svenska skivmärket Resia börjar säljas.[7]
- Svenska Journalen slutar ge ut skivmärket Tal och ton.[8]

## Födda
- 8 januari – Georg Riedel, svensk jazzmusiker och kompositör.
- 12 januari – Ulf Lindqvist, svensk sångare och skådespelare.
- 16 januari – Marilyn Horne, amerikansk operasångare (mezzosopran).
- 22 februari – Birgit Nordin, svensk operasångare (sopran).
- 31 mars – Weine Renliden, svensk musiker.
- 24 april – Shirley MacLaine, amerikansk skådespelare, sångare, dansare och artist.
- 2 maj – Olle Adolphson, svensk kompositör och trubadur.
- 3 maj – Frankie Valli, amerikansk sångare, medlem i gruppen The Four Seasons.
- 23 maj – Robert Moog (Bob Moog), amerikansk synth-pionjär.
- 27 maj – Harriet Forssell, svensk jazzsångare och skådespelare.
- 12 juli – Van Cliburn, amerikansk pianist.
- 19 september – Brian Epstein, britt, The Beatles manager.
- 21 september – Leonard Cohen, kanadensisk musiker och författare.
- 27 september – Ib Glindemann, dansk kompositör och orkesterledare.
- 13 oktober – Nana Mouskouri, grekisk sångare.
- 7 november
  - Jan Allan, svensk kompositör och musiker (trumpet).
  - Sunanda Patnaik, indisk sångerska
- 22 november – Östen Warnerbring, svensk sångare.
- 24 november – Alfred Schnittke, rysk postmodern kompositör.
- 24 november – Sven-Bertil Taube, svensk sångare och skådespelare.

## Avlidna
- 21 januari – John Liander, 70, svensk skådespelare, sångare och teaterdirektör.
- 23 februari – Edward Elgar, 76, brittisk kompositör.
- 25 maj – Gustav Holst, 59, brittisk kompositör.
- 10 juni – Frederick Delius, 72, brittisk kompositör.

## Årets singlar och hitlåtar
- Richard Himber – Winter Wonderland[9]
- Edvard Persson – Gamla Sta'n[10]

## Årets sångböcker och psalmböcker
Vänligen sortera soloartister på efternamn, musikgrupper på förstabokstaven (utan engelskans "The" och "A")
- Evert Taube – Den Gyldene Fredens folianter[11]
- Alice Tegnér – Sjung med oss, Mamma! 9

### Fotnoter
1. ↑  Patent US 2089171  (A) rörande "Electrical stringed musical instrument"[död länk]
2. ↑  ”78:or & film”. http://78-varv.atspace.cc/decca.htm. Läst 3 juni 2011.
3. ↑  ”78:or & film”. http://78-varv.atspace.cc/dixi.htm. Läst 3 juni 2011.
4. ↑  ”78:or & film”. http://78-varv.atspace.cc/imperial.htm. Läst 3 juni 2011.
5. ↑  ”78:or & film”. http://78-varv.atspace.cc/karneval.htm. Läst 3 juni 2011.
6. ↑  ”78:or & film”. http://78-varv.atspace.cc/parad.htm. Läst 3 juni 2011.
7. ↑  ”78:or & film”. http://78-varv.atspace.cc/resia.htm. Läst 3 juni 2011.
8. ↑  ”78:or & film”. http://78-varv.atspace.cc/talochto.htm. Läst 3 juni 2011.
9. ↑  Kunerth, Jeff (9 december 2010). ”The story behind Winter Wonderland”. The Religion World (Orlando Sentinel). Arkiverad från originalet den 19 januari 2012. https://web.archive.org/web/20120119033755/http://blogs.orlandosentinel.com/features-the-religion-world/2010/12/09/the-story-behind-winter-wonderland/.
10. ↑  ”Svensk mediedatabas”. http://smdb.kb.se/catalog/id/000093309. Läst 22 mars 2011.
11. ↑  ”Evert Taubes visböcker med innehåll”. http://www.abc.se/~m8169/taube/taubevis.html. Läst 23 mars 2011.